# Xian de Qingyuan (Zhejiang)
Pour les articles homonymes, voir Qingyuan (homonymie).
Le xian de Qingyuan (庆元县 ; pinyin : Qìngyuán Xiàn) est un district administratif de la province du Zhejiang en Chine. Il est placé sous la juridiction administrative de la ville-préfecture de Lishui.

## Démographie
La population du district était de 194 110 habitants en 1999.